# 非交换调和分析
数学中，非交换调和分析将傅里叶分析的结果推广到非交换拓扑群。由于局部紧阿贝尔群有很好理解的理论——庞特里亚金对偶性，其中包括傅里叶级数和傅里叶变换的基本结构，因此非交换调和分析的主要任务一般认为是将其推广到所有局部紧群G。1920年代提出彼得-魏尔定理后，紧群情形被定性地理解为与有限群及其特征标理论大致相似。
因此，有局部紧、非紧、非交换的群G的情形。有趣的例子如很多李群和P进数域上的代数群。这些例子在数学物理和当代数论（尤其是自守表示）中有广泛应用。
约翰·冯·诺伊曼的基础成果是众所周知的，他指出，若G的冯诺依曼群代数属于I型，则作为G的幺正表示的{\displaystyle L^{2}(G)}是不可还原表示的直积分。因此，其参数是幺正对偶，即此种表示的同构类集合，被赋予了壳-核拓扑（hull-kernel topology）。普朗歇尔定理的类似定理抽象地给出了幺正对偶上的一个测度，即普朗歇尔测度，与之相关的是直积分（对于庞特里亚金对偶性而言，普朗歇尔测度是G的对偶群商的某个哈尔测度，因此唯一的问题是其归一化（normalization））。对于一般的局部紧群，甚至可数离散群，冯诺依曼群代数不一定是I型的，G的正则表达（regular representation）不能写成不可还原表示，即便它是幺正、完全可约的。这种情况的例子是无限对称群，当中冯诺依曼群代数是超无限型II1因子。进一步的理论将普朗歇尔测度分为离散和连续两部分。对于半单群与可解李群，有非常详尽的理论。